# Чако (провінція)
Ча́ко (ісп. Chaco) — провінція в північно-східній частині Аргентини. Площа 99,6 тис. км², населення 1 053 млн. (2010). Чако межує з провінціями Сальта і Сантьяго-дель-Естеро на заході, Формоса на півночі та сході, Коррієнтес і республікою Парагвай на південному сході та Санта-Фе на півдні.
Назва провінції походить від назви великого регіону Гран-Чако, на південно-східній частині якого вона знаходиться. Із 1951 до 1955 року провінція Чако називалася Пресіденте-Перон.
Столиця — місто Ресістенсія, розташована на річці Парана навпроти міста Коррієнтес однойменної провінції.

## Географія

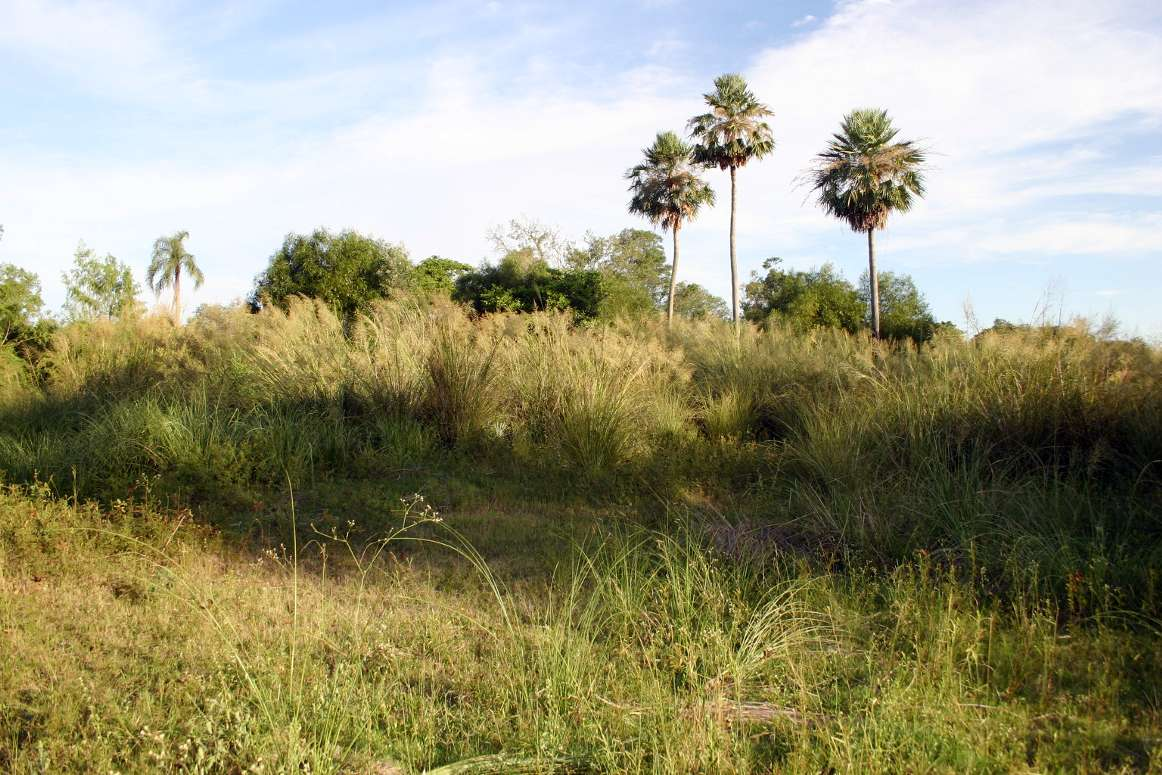
Савана у Чако

Чако знаходиться на південно-східній частині природного регіону Гран-Чако. Територія провінції переважно рівнинна, пласка, на сході та південному сході заболочена. Ґрунти переважно глинисті.
Клімат тропічний континентальний, вологий улітку. Пересічні температури січня 28-30 °C, липня 16 °C. Опадів від 500 мм на заході до 1200 мм за рік на сході.
Головна річка — Ріо-Бермехо, на сході річки Парагвай, Парана та їх притоки. Річка Парагвай утворює природний кордон з однойменною республікою, Парана — з провінцією Коррієнтес, Бермехо — з Формосою. На півдні провінції часті підтоплення.
Поширені світлі ліси із кебрачо та ділянки трав'янистих саван, на заході сухі рідколісся. Типовим деревом Чако є пальма, яка зображена на гербі провінції.

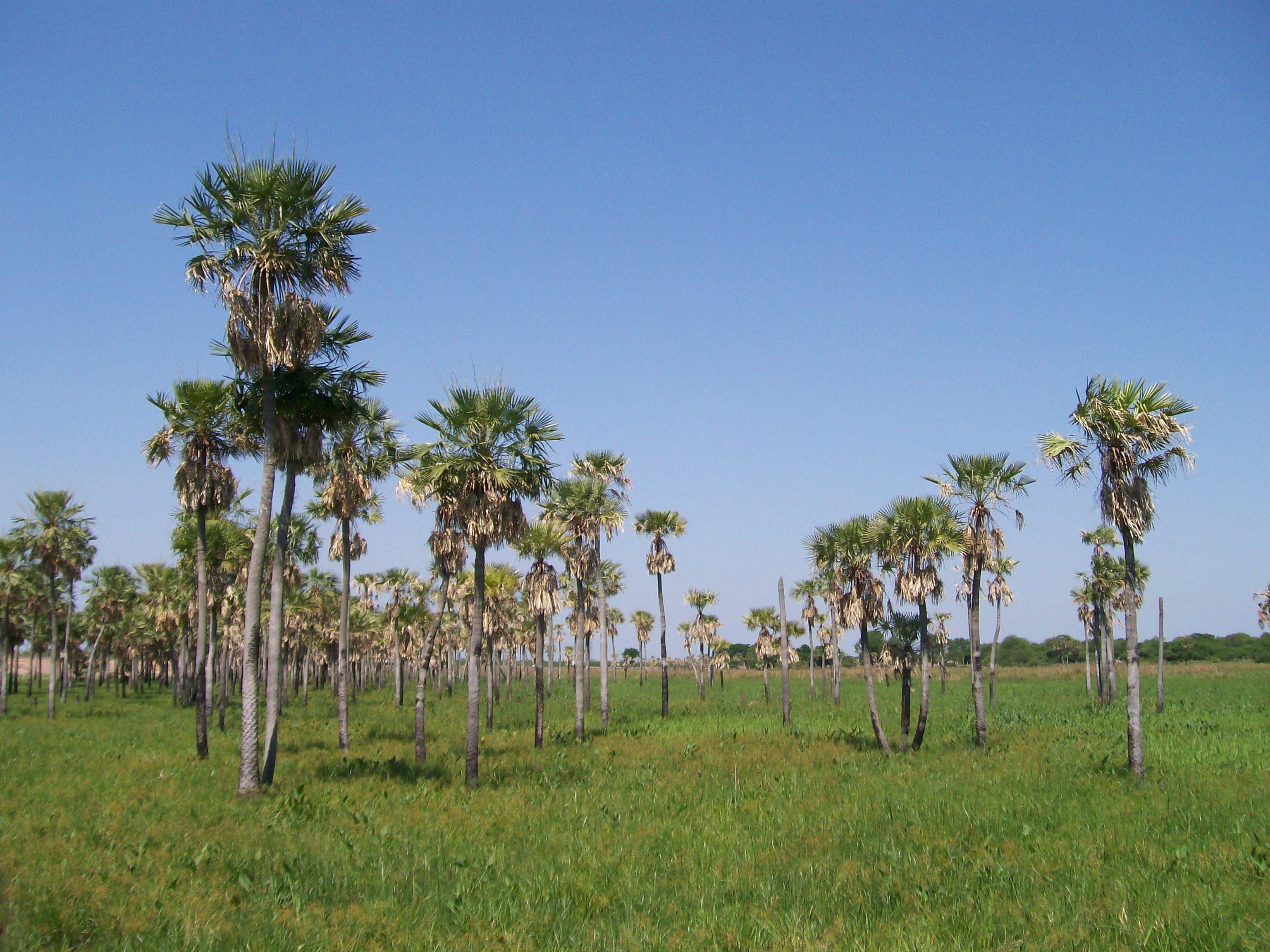
Пальмовий гай
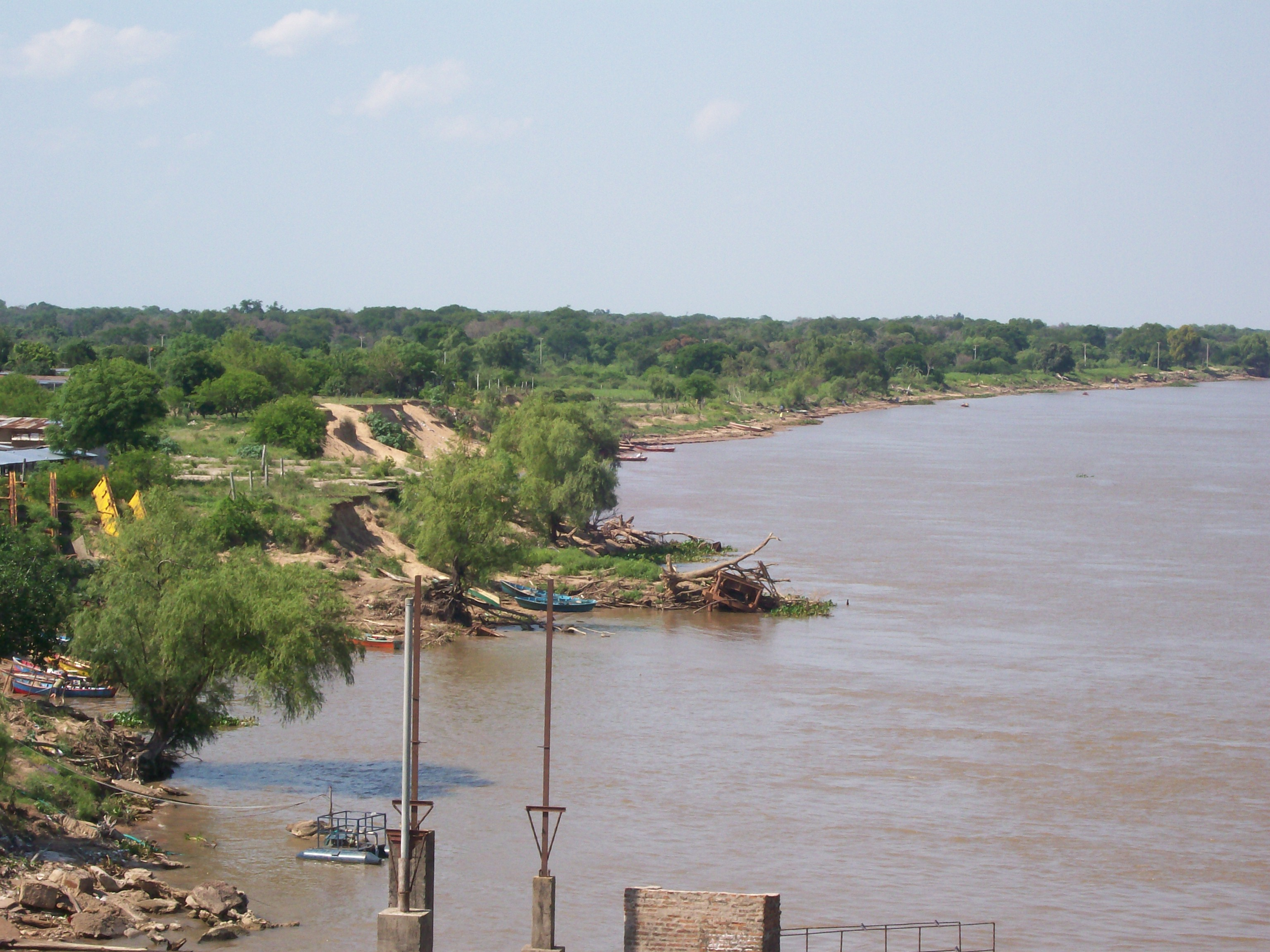
Парана біля Барріо-Сан-Педро-Пескадор
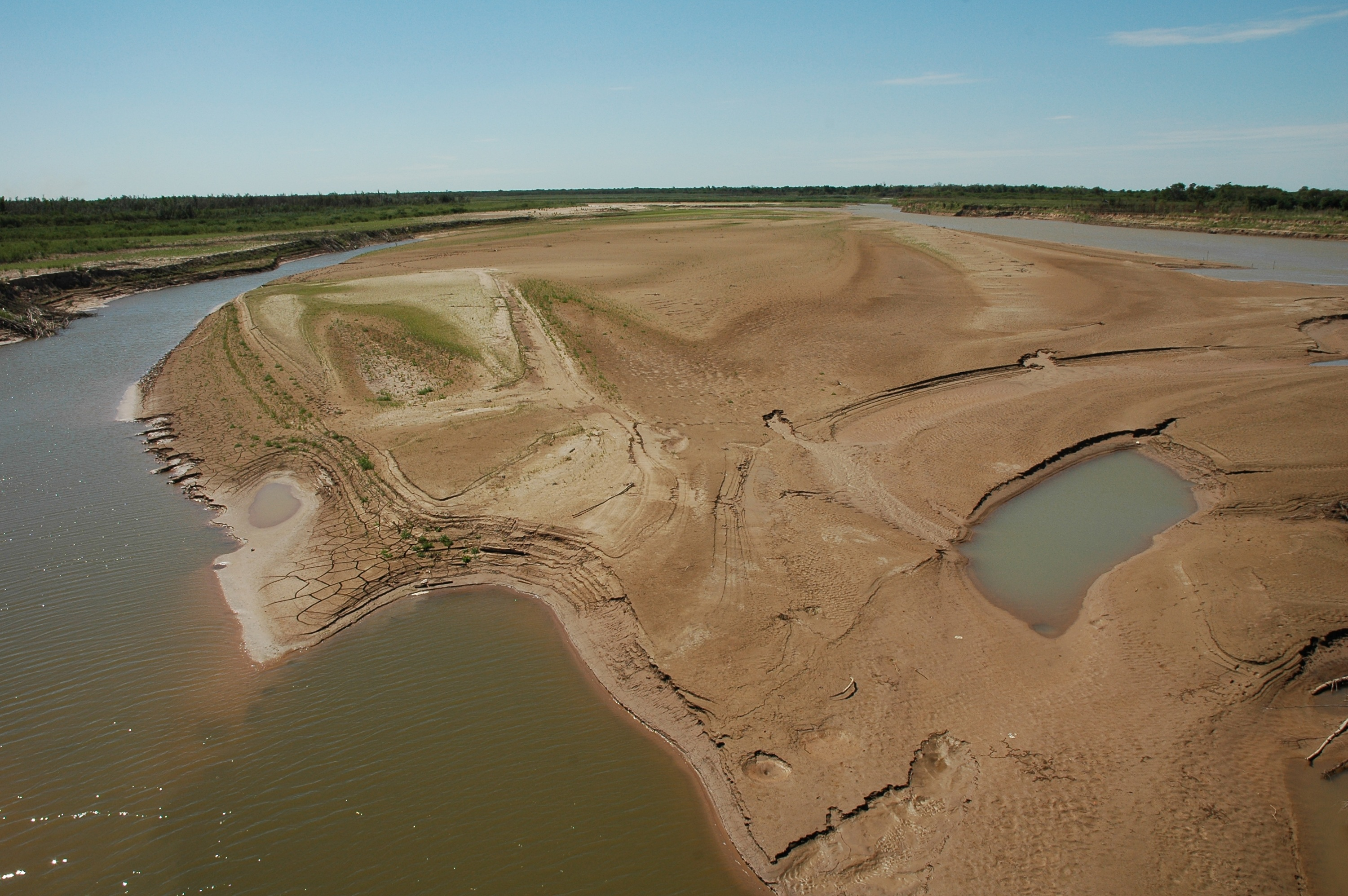
Річка Бермехо біля Пуерто-Лавальє

## Історія
Перші людські поселення на території, що зараз входить до складу провінції Чако, з'явилися близько шести тисяч років тому. Першим європейцем, що побував у цих місцях, був португалець Алехо Гарсія. 1528 року ці землі досліджував Себастьян Кабот, пізніше Хуан де Айолас, Домінго Мартінес де Ірала, Альваро Нуньєс Кабеса де Вака та інші.

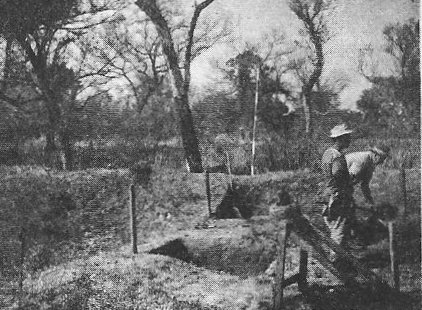
Розкопки міста Консепсьйон

Перше європейське поселення на цій території було засноване Алонсо де Верою-і-Арагоном-і-Кальдероном 14 квітня 1585 року під назвою Консепсьйон-де-Нуестра-Сеньйора.
Після цього на території Чако розпочалася місіонерська діяльність францисканців, зокрема Франсіско Солано, згодом визнаного святим. 1585 року сюди прибули перші єзуїти. Після зруйнування міста Консепсьйон 1632 року єзуїти почали будувати численні місії у Чако.

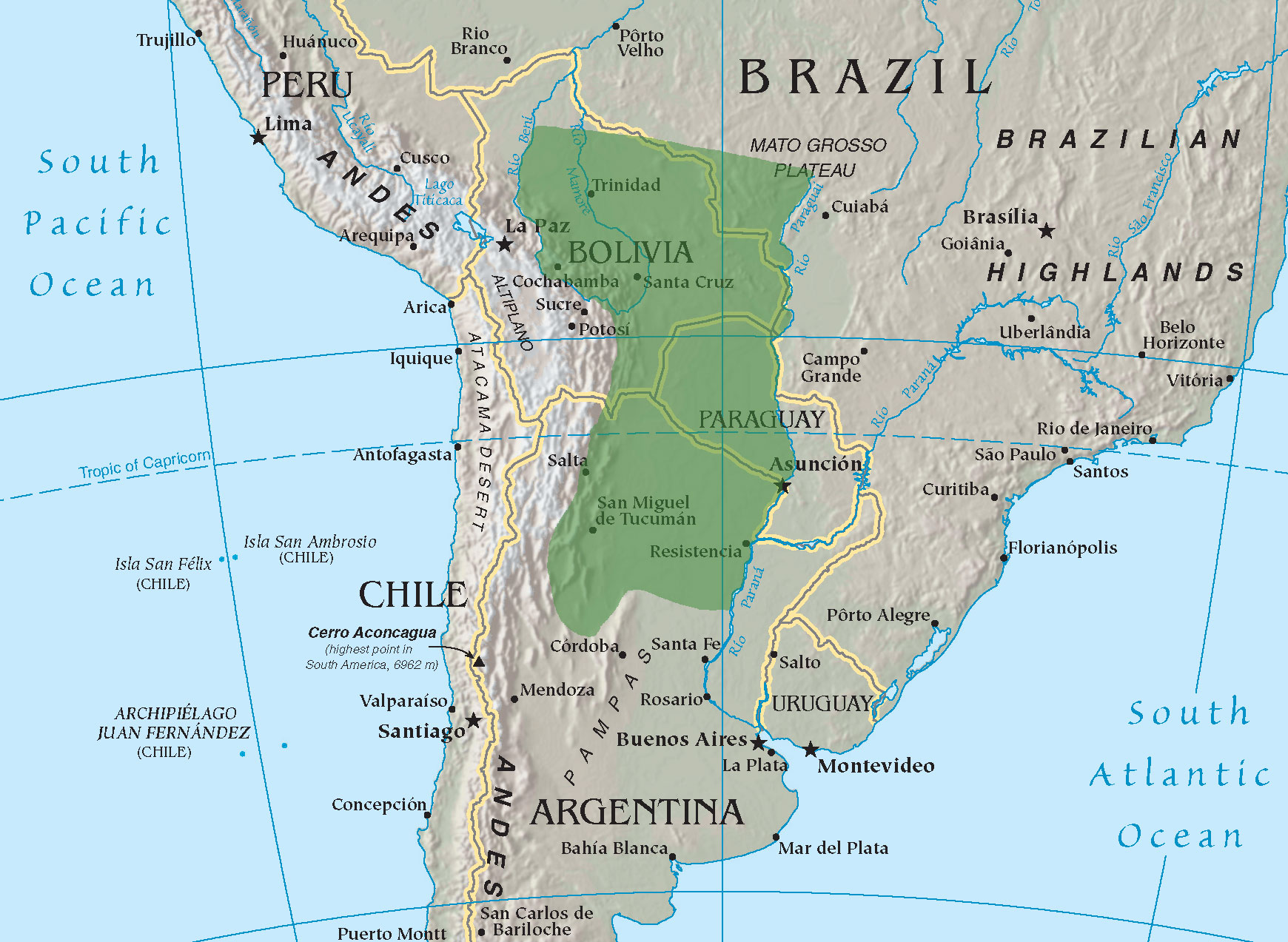
Приблизна територія Гран-Чако

1812 року було підписано договір, за яким Парагвай визнавав право Аргентини на володіння територіями, що зараз складають провінцію Чако.
1865 року Аргентина підписала договір Потрійного Альянсу з Бразилією і Уругваєм, за яким вимагала від Парагваю повернення території сучасних провінцій Формоса і Чако. Парагвай не визнав претензії, після чого розпочалася війна Потрійного Альянсу. 1870 року Парагвай було повністю розгромлено, Аргентина отримала частину земель, на які претендувала.
1869 року генералом Еміліо Мітре було окуповано містечко Вілья-Оксіденталь поблизу Асунсьйона. 31 січня 1872 року декретом президента Домінго Фаустіно Сарм'єнто було створено національну територію Гран-Чако зі столицею у місті Вілья-Оксіденталь. Межі території не були визначені законодавчо. Першим губернатором став Хуліо де Відела.
У 1870 і 1872 роках полковником Наполеоном Урібуру було проведено кампанії по окупації територій Гран-Чако.

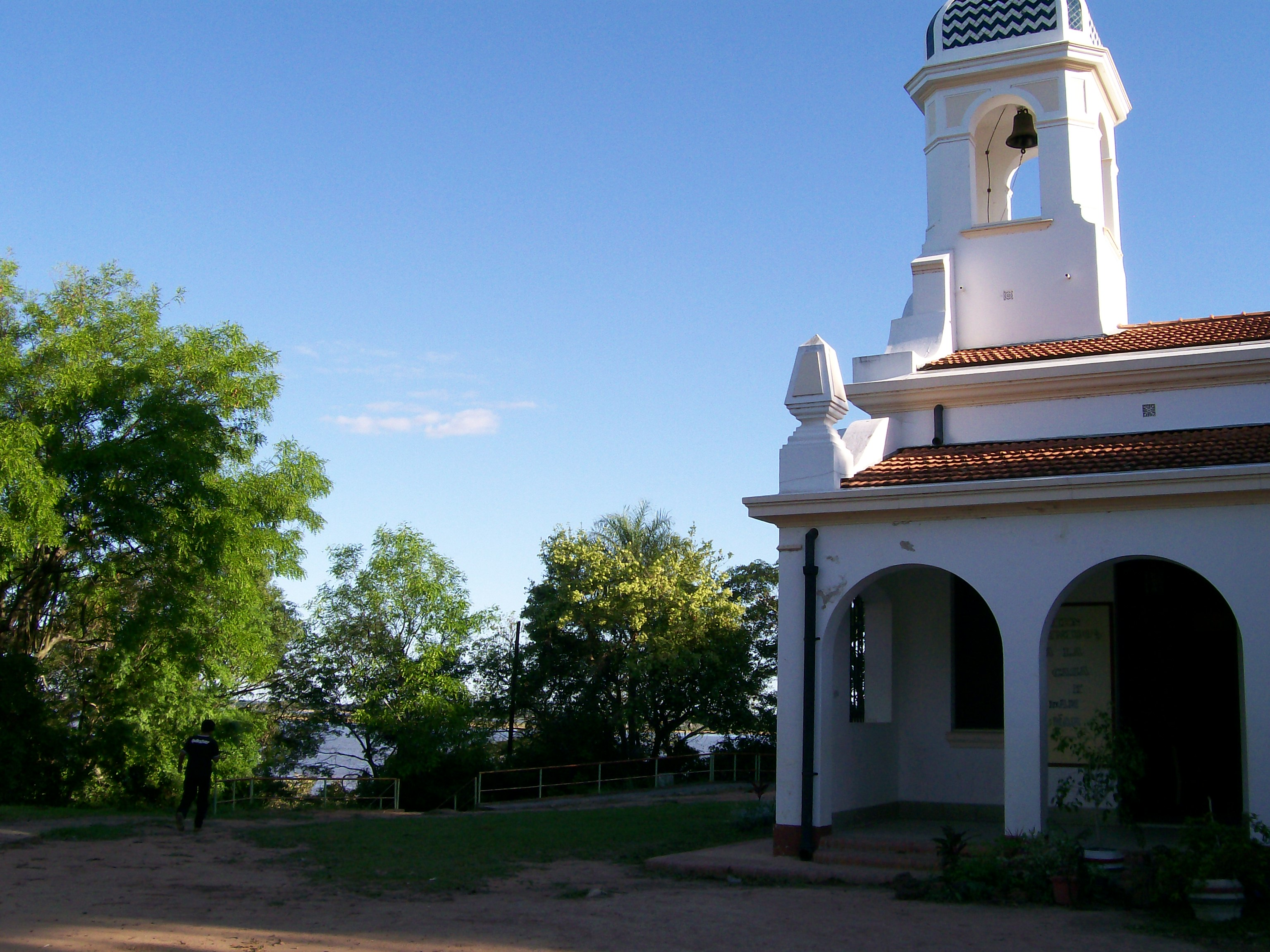
Ісла-дель-Серріто

3 лютого 1876 року було підписано договір про кордони між Аргентиною і Парагваєм, за яким Вілья-Оксіденталь відійшла до Парагваю. Столиця Гран-Чако була перенесена до Ісла-дель-Серріто. 8 квітня 1879 року столицею національної території стало місто Формоса.
16 жовтня 1884 року Гран-Чако було поділене на два губернаторства: Формоса і Чако. Першим губернатором Чако став Мануель Облігадо. 25 листопада 1884 року столицею Чако було назване місто Ресістенсія, засноване 2 лютого 1878 року італійцями.
Законом від 21 лютого 1885 року Чако біло поділено на 9 департаментів. Декретом від 19 травня 1904 року було затверджено межі департаментів і їх поділ на райони.
1910 року від Чако було відокремлено значну частину території на користь Сантьяго-дель-Естеро. Таким чином було встановлено кордони між двома провінціями, які є незмінними дотепер.
23 жовтня 1915 року було затверджено новий адміністративно-територіальний поділ Чако на 8 департаментів.
1924 року спалахнуло велике повстання індіанців проти європейських колонізаторів. Воно було жорстоко придушене, завдяки чому отримало назву Різня Напальпі.
8 серпня 1951 року Чако отримав статус провінції. Законом від 20 грудня 1951 року його назву було змінено на Пресіденте-Перон. 17 жовтня 1955 року назву Чако було відновлено.
18 липня 1978 року було остаточно затверджено кордони Чако з провінцією Коррієнтес.

## Економіка

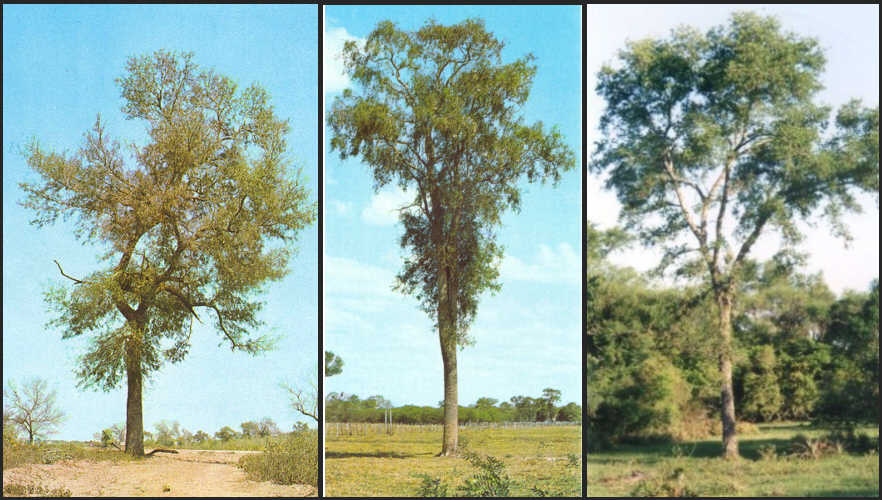
Дерево кебрачо

Чако — одна з найбідніших провінцій Аргентини. 2005 року на неї припадало лише близько 1% від загальнонаціонального ВВП. У Чако найнижчий серед провінцій Аргентини рівень ВВП на душу населення — 2015 доларів (2008 рік). Рівень експорту незначний, у 2001—2009 роках він зріс всього на 2%. Основним роботодавцем провінції є держава.
Економіка Чако здебільшого базується на сільському господарстві, перш за все вирощуванні кебрачо і бавовнику. Провінція Чако — головний район бавовництва у країні, на нього припадає близько 60% посівів цієї культури у країні. Площа сільськогосподарських угідь становить 8,5 млн га. Крім того, у провінції вирощують сою, сорго, цукрову тростину, кукурудзу, соняшник, рис, тютюн. У Саенс-Пенья вирощують гриби.
Важливу роль відіграє м'ясне тваринництво та вівчарство. На заході провінції вирощують кіз, на південному заході — свиней. В околицях столиці розвинене птахівництво.
Серед галузей промисловості розвинені харчова (цукрова, олійна), легка (бавовноочисна, виробництво дубильного екстракту таніну), лісова (деревообробка, виробництво меблів), кольорова металургія (виплавка свинцю).
Серед транспортних зв'язків велику роль відіграють річки Парагвай та Парана. Найбільший річковий порт — Барранкерас. Також розвинена річкова риболовля. Найважливішими промисловими видами риб є ліхія, сурубі, паку, армадо, сом.
Туризм не приносить значних прибутків у казну провінції. Найбільшою популярністю у туристів користуються місцеві фестивалі, бієнале скульптур у Ресістенсії, національний парк Чако, термальні води, історичне місце Ісла-дель-Серріто.

## Освіта
| Освіта у провінції Чако (2009) | Освіта у провінції Чако (2009) | Освіта у провінції Чако (2009) | Освіта у провінції Чако (2009) |
| Рівень                         | Навчальних закладів            | Учнів                          | Працівників                    |
| ------------------------------ | ------------------------------ | ------------------------------ | ------------------------------ |
| Дошкільні                      | 467                            | 36 402                         | 1 965                          |
| — державні                     | 411                            | 32 173                         | 1 830                          |
| — приватні                     | 56                             | 4 229                          | 135                            |
| Початкові                      | 972                            | 166 503                        | 11 265                         |
| — державні                     | 925                            | 154 359                        | 10 391                         |
| — приватні                     | 47                             | 12 144                         | 874                            |
| Середні                        | 399                            | 117 581                        | 4 036                          |
| — державні                     | 345                            | 105 177                        | 3 591                          |
| — приватні                     | 54                             | 12 404                         | 445                            |
| Вищі                           | 50                             | 26 070                         | 413                            |
| — державні                     | 29                             | 20 332                         | 331                            |
| — приватні                     | 21                             | 5 738                          | 82                             |

## Українці в Чако та зв'язок із Україною
Українці почали селитися в Чако після Першої світової війни, переважно це були вихідці з Волині й Полісся. Станом на 1980 рік у провінції мешкало близько 25 тис. українців, або майже 4% населення. Живуть головним чином у містах і околицях Пресіденсія-Роке-Саенс-Пенья (українська католицька церква і монастир Сестер Служниць), Лас-Бренас (українська православна церква), Сан-Бернардо (кредитова спілка «Відродження») та інших.
Регіональний Парламент (ісп. La Cámara de Diputados) провінції Чако визнав український Голодомор 1932—33 років геноцидом і забажав приєднатися до відзначення 75-річчя цієї трагедії. Автори резолюції: Марія Крістіна Барріос (ісп. Maria Cristina Barrios) та Оскар Пабло Дудик (ісп. Oscar Pablo Dudik).

## Адміністративно-територіальний поділ
| Адміністративний центр       | Департамент                    | Населення (2010) | Площа (км²) | Мапа |
| ---------------------------- | ------------------------------ | ---------------- | ----------- | ---- |
| Ресістенсія                  | Сан-Фернандо                   | 386.391          | 3.489       |      |
| Пресіденсья-Роке-Саенс-Пенья | Команданте-Фернандес           | 97.311           | 1.500       |      |
| Хуан-Хосе-Кастельї           | Хенераль-Гуемес                | 67.601           | 25.487      |      |
| Хенераль-Хосе-де-Сан-Мартін  | Лібертадор-Хенераль-Сан-Мартін | 59.418           | 7.800       |      |
| Вілья-Анхела                 | Майор-Луїс-Хорхе-Фонтана       | 56.066           | 3.708       |      |
| Кітіліпі                     | Кітіліпі                       | 34.117           | 1.545       |      |
| Пампа-дель-Інфьєрно          | Альміранте-Браун               | 33.856           | 17.276      |      |
| Чарата                       | Чакабуко                       | 30.564           | 1.378       |      |
| Лас-Бреньяс                  | 9 липня                        | 30.153           | 2.097       |      |
| Мачаґай                      | 25 травня                      | 29.315           | 2.358       |      |
| Трес-Іслетас                 | Майпу                          | 25.262           | 2.855       |      |
| Ла-Леонеса                   | Бермехо                        | 24.329           | 2.562       |      |
| Кампо-Ларґо                  | Індепенденсья                  | 22.479           | 1.871       |      |
| Хенераль-Пінедо              | 12 жовтня                      | 22.225           | 2.576       |      |
| Сан-Бернардо                 | О'Хіґґінс                      | 20.078           | 1.580       |      |
| Колонія-Еліса                | Сархенто-Кабраль               | 15.727           | 1.651       |      |
| Вілья-Бертет                 | Сан-Лоренсо                    | 14.722           | 2.135       |      |
| Макальє                      | Хенераль-Донован               | 13.665           | 1.487       |      |
| Пресіденсья-де-ла-Пласа      | Пресіденсья-де-ла-Пласа        | 12.419           | 2.284       |      |
| Корсуела                     | Хенераль-Бельґрано             | 12.090           | 1.218       |      |
| Пуерто-Тіроль                | Лібертад                       | 11.947           | 1.088       |      |
| Санта-Сільвіна               | Фрай-Хусто-Санта-Марія-де-Оро  | 11.799           | 2.205       |      |
| Марґарита-Белен              | 1 травня                       | 10.375           | 1.864       |      |
| Ермосо-Кампо                 | 2 квітня                       | 7.455            | 1.594       |      |
| Чарадай                      | Тапенаґа                       | 4.102            | 6.025       |      |